# Paroxyophthalmus ornatus
Paroxyophthalmus ornatus är en bönsyrseart som beskrevs av Werner 1918. Paroxyophthalmus ornatus ingår i släktet Paroxyophthalmus och familjen Tarachodidae. Inga underarter finns listade i Catalogue of Life.